# 서리슬
서리슬(1989년 5월 18일 ~ )은 대한민국의 영화 배우 이자 영화 감독이다.

## 생애
2013년 십여편의 독립영화의 주연으로 출연하였고, 2014년 <한국 영화기획 프로듀서 협회>로부터 <신인 연기자상>을 수상했다. 그 이후,  중국에서 드라마와 영화 등 배우활동을 하다가, 코로나19 사태로 인해 한국으로 귀국했다.  
2021년 직접 쓴 시나리오 [위로Consolation]로 단편영화를 제작 및 첫 영화감독으로 데뷔를 하였다. 그 이후 다큐멘터리 영화 [자연힐링Natural healing]을 제작, 감독하면서 다방면으로 능력을 인정 받는 신인 영화감독으로서의 면모를 보여주었고, 미국과 유럽 각국 해외 여러 우수영화제에서 작품성을 인정받고 수상하게 되었다.  

## 출연작

### 영화
- 2013년 [뻐꾸기] - 유미란 역
- 2013년 [핀] - 이세현 역
- 2013년 [우리를 위하여] - 여인 역
- 2013년 [너와 나]  - 김수진 역
- 2013년 [나는 야한 여자가 좋다 (마광수 원안) ] - 지예 역
- 2014 [러브멘토]
- 2021년 [위로Consolation] - 감독 및 주연 반세아 역
- 2022년 [자연힐링 Natural healing] - 감독 연출
- 2022년 [ I Can do it ]  - 감독 연출

### 연극
- 지하철 1호선
- 렌트
- 연인
- 인형의꿈

## CF
- '카스'
- S-OIL
- 롯데제과 애니타임
- KTF
- 레모나
- 한방 화장품

## 경력
- 2014년 12월 부패방지국민운동총연합 홍보대사

## 수상
- 2014년 한국영화기획프로듀서협회 _ 신인연기자상
- 2015년 한국영화를 빛낸 스타상 _ 신인 연기상
- 2022년 뉴욕 국제 영화 상 _ 최우수 단편영화 작품상
- 2022년 미국 골든 픽처 인터내셔널 필름 페스티벌 _ 최우수 단편 영화 감독상
- 제26회 싱가포르 세계영화카니발(WFCS)_ 드라마 부문 최우수 단편 영화상 <위로 Consolation>
- 2022년 뉴욕 최우수 배우 및 감독상 시상식 – 단편 영화 부문 최우수 여배우상 <위로 Consolation>
- 2022년 로마 독립 영화상 _ 최우수 여배우상
- 2022 런던 국제 뮤직 비디오 어워드 _ 다큐멘터리 부문 뮤직비디오 어워드 <자연힐링 Natural Healing>
- 제6회 인도 세계 영화제 _ 2022 드라마 부문 단편영화상
- 2022 러시아 샹떼크부르끄 다이아몬드아이 – 최우수 단편 영화 작품상
- 2022 뮌헨 뮤직 비디오 어워드 _ 최고의 아시아 및 태평양 뮤직 비디오 <자연힐링 Natural Healing>
- 2022년 유럽 시네마틱 영화제 _ 단편부문 최우수 여배우상 <위로 Consolation>
- 체코 국제 사운드 뮤직 비디오 어워드 _ 아시아 다큐멘터리 뮤직비디오 <자연힐링 Natural Healing>
- 2022년 런던 국제 월간 영화제 - 베스트 쇼트 필름상